# Унуй
Унуй — река в России, протекает в Ковылкинском районе Мордовии. Устье реки находится в 432 км по правому берегу реки Мокша. Длина реки составляет 22 км, площадь водосборного бассейна — 150 км².
Исток реки на границе с Кадошкинским районом севернее посёлка Инсар и в 10 км к северо-западу от посёлка Кадошкино. Река течёт на запад, протекает сёла Унуевский Майдан, Старое Пшеново, Чекашевы Поляны. В нижнем течении река входит в заболоченную пойму Мокши, где её течение зарегулировано и река фактически превращена в мелиоративный канал.

## Данные водного реестра
По данным государственного водного реестра России относится к Окскому бассейновому округу, водохозяйственный участок реки — Мокша от истока до водомерного поста города Темников, речной подбассейн реки — Мокша. Речной бассейн реки — Ока.
По данным геоинформационной системы водохозяйственного районирования территории РФ, подготовленной Федеральным агентством водных ресурсов:
- Код водного объекта в государственном водном реестре — 09010200112110000027513
- Код по гидрологической изученности (ГИ) — 110002751
- Код бассейна — 09.01.02.001
- Номер тома по ГИ — 10
- Выпуск по ГИ — 0